# 樫の木ちゃん
樫の木 ちゃん（かしのき ちゃん、1979年3月2日 - ）は、日本の漫画家。女性。愛媛県出身。血液型O型。デビュー作は「花だん・いちめん・こいごころ」。

## 略歴
1999年第44回りぼん新人漫画賞準入選（当時20歳）。投稿者時代のペンネームは長らく「ちゃん」のみを用いていたが、デビューをきっかけに「樫の木ちゃん」に改める。
2011年2月24日から3月1日にかけて愛媛県松山市ギャラリー リブ・アートにて行われた「愛媛出身漫画家原画展」に参加した。

## 作品リスト
全て集英社、りぼんマスコットコミックスから刊行されている。
- あたしの大事マン（2002年5月15日発売[5]、ISBN 4-08-856374-3）
  - あたしの大事マン（『りぼん』2002年早春のびっくり大増刊号）
  - トナリからの一歩（『りぼんオリジナル』2001年12月号）
  - LOVE×2パンチ（『りぼん』2001年初夏のびっくり大増刊号）
  - 君にカンパイ!!（『りぼんオリジナル』2000年12月号）
  - 花だん・いちめん・こいごころ（『りぼんオリジナル』1999年6月号、デビュー作）
- 大脱走マーチ♪（2003年9月12日発売[6]、ISBN 4-08-856492-8）
  - 大脱走マーチ♪（『りぼんオリジナル』2003年6月号）
  - わかば色旋風（『りぼん』2002年初夏のびっくり大増刊号）
  - チュキ・チュキ・CHU!（『りぼん』2003年2月号）
  - チャイルド・パニック（『りぼん』2000年早春のびっくり大増刊号）
  - おまけページはじまるよ（描きおろし）
- 保育園へ行こう!（2005年 - 2006年、全4巻）
- 株式会社ラブコットン（2007年 - 2009年、全6巻）

### アンソロジー
- りぼん新人まんが家デビュー作集 19巻 ラブサービス! 池野恋編[7]（2000年1月14日発売[8]、ISBN 4-08-856188-0）
  - 花だん・いちめん・こいごころ（『りぼんオリジナル』1999年6月号）

### 単行本未収録作品
- 天卵（『りぼん』2009年夏の大増刊号りぼんスペシャルダイヤ）
- 君が教えてくれたこと（『りぼん』2010年4月春の大増刊号りぼんスペシャル、『りぼん』2010年9月夏の大増刊号りぼんスペシャルオレンジ）
- （タイトル不明）[9]（『YOU』2010年20号別冊ふろく『YOU KIDS』）